# ارادو أر 231
ارادو أر 231 عبارة عن طائرة خفيفة الوزن تم تطويرها خلال الحرب العالمية الثانية في ألمانيا كطائرة إستطلاع تطلق منالغواصات صممتها شركة أرادو للطائرات. الحاجة إلى تخزينها داخل الغواصة اقتضت حلول وسط في التصميم الذي جعل هذه الطائرة المائية ذات المقعد الواحد ذات فائدة عملية قليلة.

## التاريخ التشغيلي
اكشفت الاختبارت عن ضعف الطائرة، وصعوبة طيرانها حتى خلال الطقس الهادئ، ونتيجة لذلك تم الاتجاه لتطوير طائرة بديلة.

## المواصفات (Ar 231 V1)
البيانات من الطائرات الألمانية في الحرب العالمية الثانية
الخصائص العامة
- طاقم: 1
- طول: 7.81 م (25 قدم 7 بوصة)
- باع الجناح: 10.18 م (33 قدم 5 بوصة)
- ارتفاع: 3.12 م (10 قدم 3 بوصة)
- مساحة الجناح: 15.2 م2 (164 قدم2)
- الوزن فارغة: 833 كـغ (1,836 رطل)
- الوزن الإجمالي: 1,050 كـغ (2,315 رطل)
- محركات: 1 × Hirth HM 501 6-cylinder air-cooled inverted in-line piston engine, 120 كـو (160 حصان)
- مراوح: 2-ريشة fixed-pitch propeller

أداء
- السرعة القصوى: 170 كم/س (106 ميل/س؛ 92 عقدة)
- سرعة العبور: 130 كم/س (81 ميل/س؛ 70 عقدة)
- مدى: 500 كـم (311 ميل؛ 270 nmi)
- قدرة التحمل: 4 hours
- سقف الخدمة: 3,000 م (9,843 قدم)
- الحمل على الجناح: 69.1 كـغ/م2 (14.2 رطل/قدم2)
- الطاقة / الكتلة: 0.113 kW/kg (0.069 hp/lb)